# Luciano Angeloni
Luciano Angeloni (2 de diciembre de 1917 - 9 de mayo de 1996), fue un arzobispo católico italiano, el cuál desarrolló su carrera en el servicio diplomático de la Santa Sede.

## Biografía

### Formación y ministerio sacerdotal
Tras completar los estudios superiores, filosóficos y teológicos en el seminario diocesano de Albenga, fue ordenado sacerdote por el obispo de la ciudad, Monseñor Angelo Cambiaso, el 18 de agosto de 1940.
Inicialmente fue destinado a enseñar materias literarias en los cursos del seminario menor diocesano y luego, de 1945 a 1950, fue asistente eclesiástico de la rama masculina de la Acción Católica diocesana y en su ciudad natal de Imperia, fue profesor de religión en el liceo clásico estatal y en el liceo canónico de la Basílica de San Mauricio.
De 1950 a 1955 asistió a cursos en la Academia Pontificia Eclesiástica de Roma y simultáneamente se graduó en Derecho Canónico en la Pontificia Universidad Lateranense. Posteriormente, ocupó puestos diplomáticos en Pretoria, Nairobi, Bagdad y París, antes de llegar finalmente al Vaticano, al Consejo para los Asuntos Públicos de la Iglesia.

### Ministerio episcopal
Nombrado nuncio apostólico por el Papa Pablo VI, fue elegido arzobispo titular de Vibo Valentia, recibiendo la consagración episcopal del cardenal Paolo Bertoli el 7 de febrero de 1971, en la Basílica de San Mauricio en Imperia.
Fue después nuncio apostólico en Zambia, Malawi (1970-1978), en Corea del Sur (1978-1982), en el Líbano (1982-1989), donde trabajó intensamente para llevar la paz a las partes que estaban en guerra desde hacía años y finalmente, en Portugal (1989-1993), donde en 1991 dio la bienvenida al Papa Juan Pablo II, durante su visita al Santuario de Nuestra Señora de Fátima en el décimo aniversario (13 de mayo de 1981) del atentado contra su vida, en la Plaza de San Pedro de Roma, por el terrorista Mehmet Ali Ağca.
Tras alcanzar el límite de edad, renunció en 1993 y estableció su residencia en Roma, donde continuó desempeñando sus funciones en la Santa Sede como consultor de la Secretaría de Estado y de la Congregación para la Evangelización de los Pueblos. 
Por sus méritos al servicio de los pueblos a los que prestó servicio diplomático, recibió diversas condecoraciones, entre ellas la Legión de Honor francesa y la Orden al Mérito Cultural de Corea del Sur, Líbano y Portugal. También fue Oficial de la Gran Cruz de la Orden del Santo Sepulcro de Jerusalén. La ciudad de Imperia, en el 25.º aniversario de su consagración episcopal (1996), le honró con el «Premio Flamalgal», que se otorga a aquellos ciudadanos que han glorificado la ciudad en todo el mundo.
Tras una repentina y rápida enfermedad, murió en el seminario diocesano de Albenga, donde pasaba las vacaciones de Pascua, el 9 de mayo de 1996 a la edad de 78 años; su cuerpo descansa, según su deseo, en la capilla del cementerio de Porto Maurizio, en una artística urna de mármol.